# 乌溪镇
乌溪镇位于安徽省马鞍山市当涂县境内大公圩东南角水阳江北岸，距县城姑孰镇31.2公里，与芜湖县、宣城市宣州区隔河相望，经当高大桥与江苏省高淳县相通，地处两省四县（区）结合部。中华人民共和国安徽省马鞍山市当涂县下辖的一个乡镇级行政单位。

## 行政区划
乌溪镇下辖以下地区：
乌溪社区、王潭村、永保村、金庄村、一心村、七房村、南广村和胜平村。